# ÖBB 4011 sorozat
Az ÖBB 4011 sorozat egy osztrák billenőszekrényes nagysebességű villamos motorvonat, amely az Osztrák Szövetségi Vasutak (ÖBB) szolgálatában áll. Az ÖBB 2006-ban vezette be őket, amikor a Deutsche Bahn (DB) által eredetileg megrendelt 32 darabos első tételből három német DBAG 411 sorozatú, közismert nevükön ICE T-t vásárolt. Ezeket az egységeket (411 x14-411 x14 pályaszámok) az ÖBB számozási rendszerében 4011 sorozattá számozták át (4011 x90-4011 x92 pályaszámokra). A 12 DB 411-es DB-sorozatú kocsival együtt a Németország és Ausztria közötti közös üzemeltetésű járatokra szolgáló csoportot alkotnak.

## Szolgáltatási előzmények

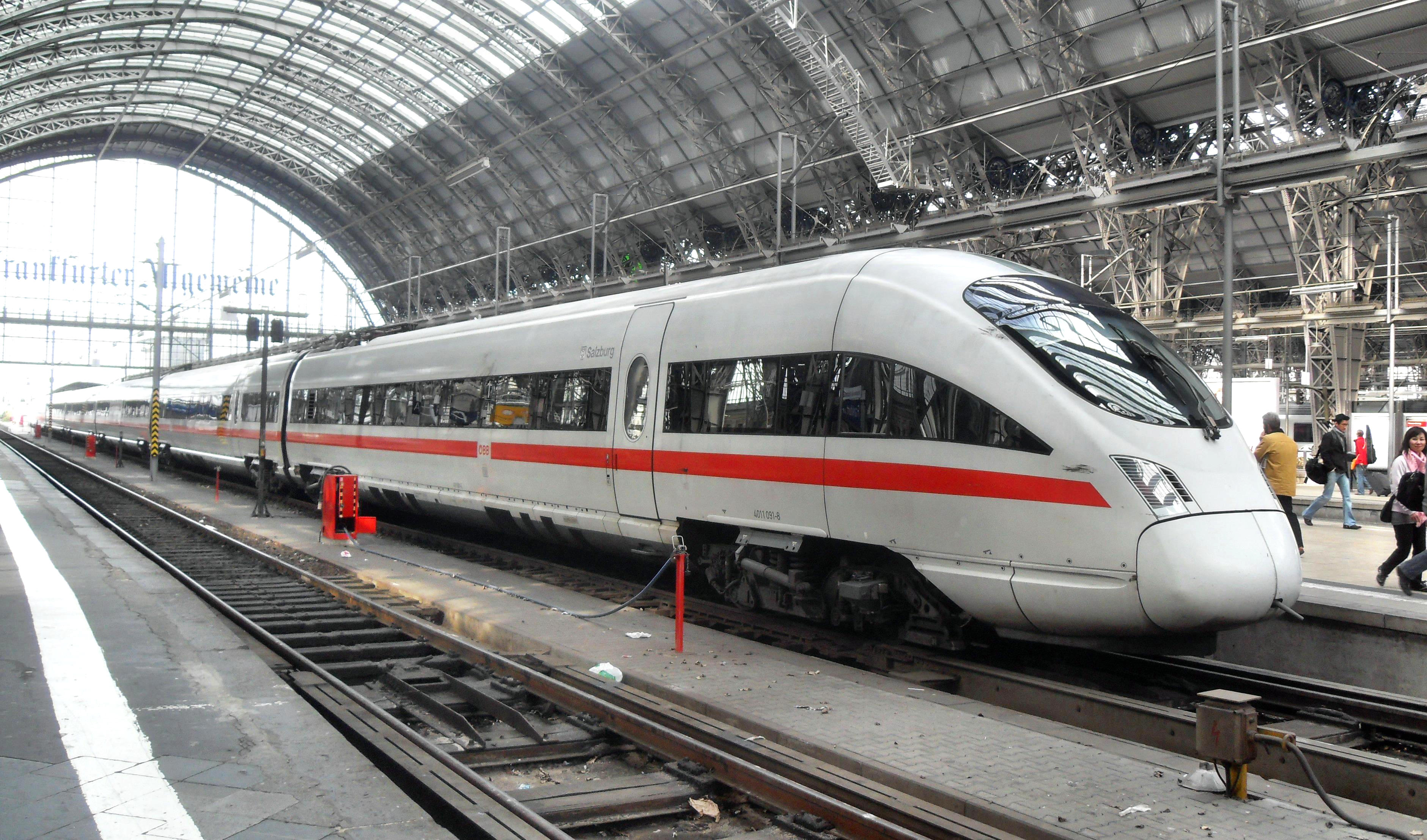
Az ÖBB 4011 x91-es salzburgi 4011-es osztálya Frankfurt Hauptbahnhof állomáson

2004-ben az ÖBB terveket dolgozott ki az ICE T vonatok ausztriai üzemeltetésére, és 2005 októberében több próbautat is végrehajtott egy DB 411 sorozatú egységgel. 2006 februárjában aláírták az értékesítési szerződést a Deutsche Bahnnal; a vonatok decembertől a belföldi Westbahn vonalán közlekedtek Bécsből Linzbe és Salzburgba, majd Innsbruckba és Bregenzbe, valamint a határon átnyúló szinten a németországi Münchenbe. 2007 óta az ÖBB és a DB közös vállalkozásának részeként az ICE T vonatok kétórás időközönként összekötik Bécset Frankfurttal. A Bécsből Bregenzbe és Münchenbe közlekedő vonatok ma az ÖBB Railjet szerelvényei.
Az ausztriai üzemeltetéshez a három hétrészes motorvonatot átalakították, a második sorozat 411 sorozat vonataihoz hasonlóan LED-mátrix fényszórókkal, néhány szoftverfrissítéssel és sílécszállító bilincsekkel. Külsőleg az ÖBB 4011 sorozat legszembetűnőbb megkülönböztető jegye a DB logóit felváltó ÖBB logók az oldalsó piros csík réseiben. Mind az ÖBB 4011-es, mind az Ausztriában közlekedő 12 DB 411-es a másik társaság logója szürke színnel van feltüntetve a saját logó alatt.

## Lásd még
- ICE